# Scienza nel Romanticismo
La scienza del XIX secolo, nei suoi primi decenni, fu fortemente influenzata dal Romanticismo, che non fu solo un movimento artistico e letterario, ma abbracciò diversi campi di studio, tra cui politica, medicina, discipline umanistiche e scientifiche.

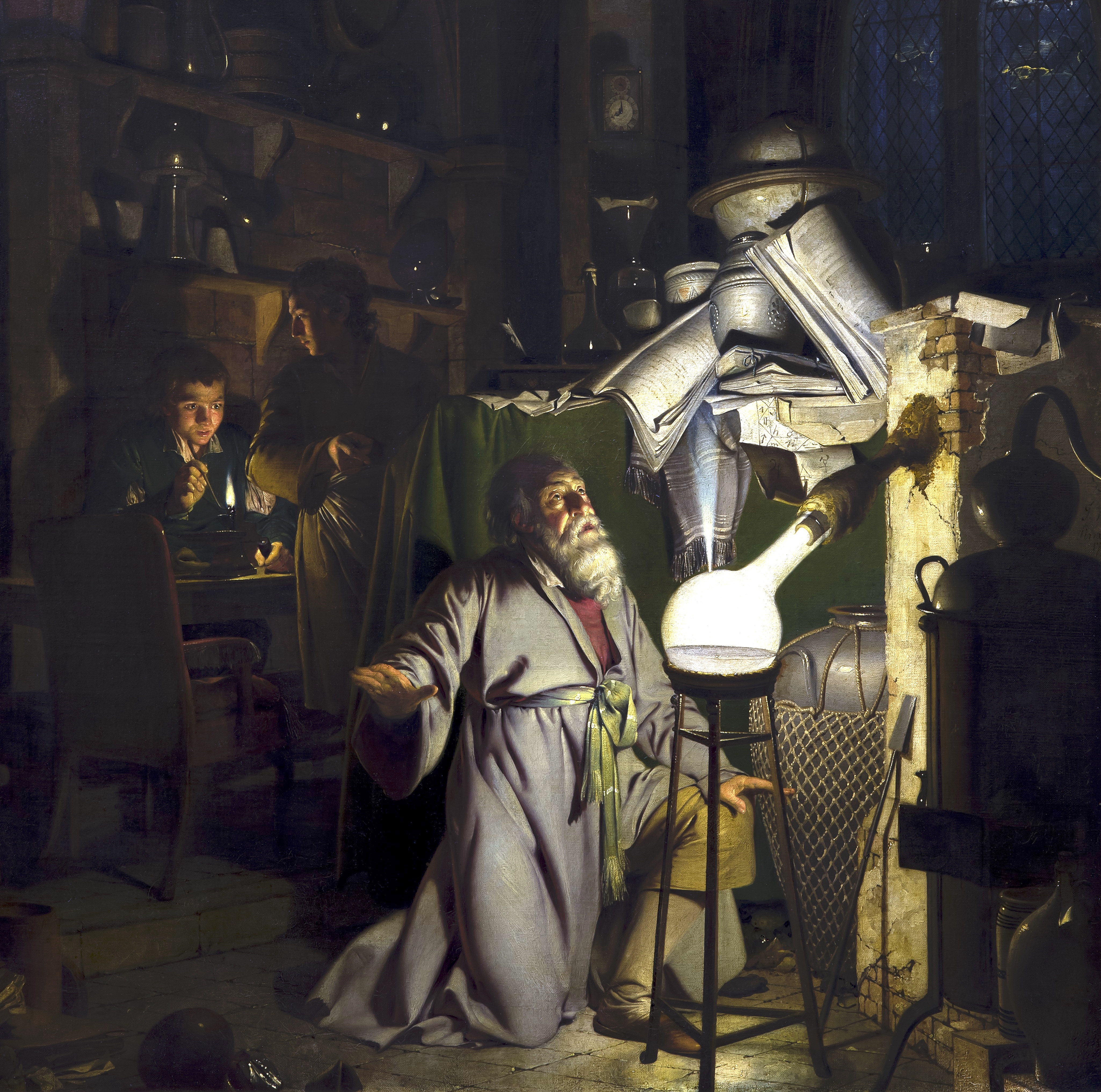
L'alchimista che scopre il fosforo, di Joseph Wright of Derby (1795)

Opponendosi all'approccio meccanicistico dell'Illuminismo, gli scienziati romantici sostenevano un nuovo modo di osservare la natura che implicasse anche una sorta di venerazione, partecipazione e comprensione di sé, cercandovi risposte che non venissero ottenute con la forza.
Essi avvertivano infatti come la razionalità illuministica avesse portato a un abuso delle indagini scientifiche, e promossero pertanto un metodo non invasivo nei confronti della natura, concepita in simbiosi con l'umanità, per incrementare un tipo di conoscenza che giovasse a entrambi.
Tra i principi maggiormente in voga nella scienza romantica vi erano l'anti-riduzionismo, secondo cui il tutto vale più delle singole parti, l'organicità del sapere, l'armonia e la stretta connessione tra l'uomo e la natura, che rendeva possibile un certo ottimismo epistemologico circa la possibilità di accedere ai segreti di quest'ultima, conoscibili non tanto attraverso dimostrazioni teoriche, bensì grazie ad un'intima connessione personale, esercitando la creatività, l'esperienza e il genio.

## Contesto storico-culturale

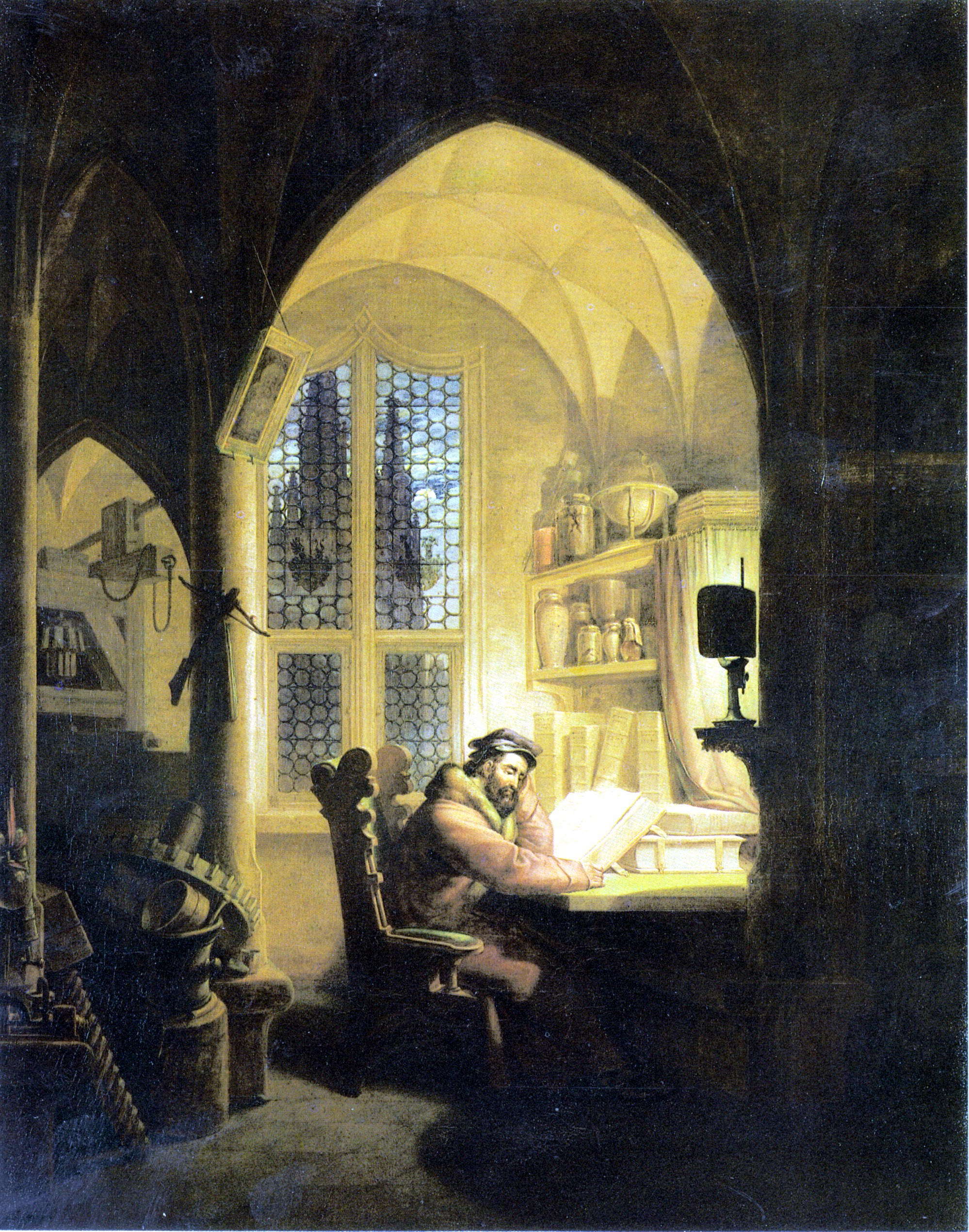
Lo studio di Faust, emblema del genio solitario, inquieto e assetato di conoscenze, il cui mito permeava a fondo la cultura tedesca (dipinto di Georg Friedrich Kersting, 1829)

Il nuovo approccio romantico fiorì soprattutto in Germania sul finire del Settecento e nella prima metà dell'Ottocento; in misura minore in Gran Bretagna e nel resto d'Europa.
Da un lato furono riprese alcune tematiche dell'illuminismo, che erano state sviluppate tra gli altri da Newton nell'ambito della fisica, da Leibniz nella matematica e Linneo nella botanica, miranti a superare i limiti della conoscenza umana attraverso lo studio della natura e delle proprie capacità intellettuali. Dall'altro tuttavia, il movimento romantico si tradusse ben presto in una crescente avversione verso i principi promossi dai pensatori illuministi, in particolare verso l'enfasi posta sul ragionamento deduttivo e la matematizzazione delle scienze naturali, accusati di aver creato una concezione troppo fredda e distaccata della scienza, volta a controllare la natura piuttosto che a convivere amichevolmente con essa.
Notevole influsso esercitò inoltre l'idealismo filosofico di Kant, Fichte, Schelling ed Hegel, che intendeva riflettere non solo sulle condizioni di validità della scienza, ma sui fondamenti stessi di tali condizioni risalendo all'autocoscienza del pensiero, di cui la natura costituiva l'aspetto inconscio e oscuro da indagare (Naturphilosophie), visto come una realtà dinamica che coopera al processo di conoscenza.
Nel percorso verso la scoperta scientifica venne sottolineato così il ruolo dello scienziato, perché acquisendo conoscenze sulla natura poteva comprendere anche l'uomo: ne venne pertanto incoraggiata la creatività e la capacità intuitiva, senza che egli rinunciasse per questo al valore dell'esperienza empirica, unite all'importanza che gli scienziati dell'età romantica attribuivano al rispetto per la natura.

## Principi della scienza romantica
La visione romantica della scienza cercava di evitare, ed anzi di superare, la scissione tra l'uomo e la natura. I romantici credevano infatti nella capacità intrinseca del soggetto umano di comprendere l'oggettività della natura ed i suoi fenomeni: tale aspetto li accomunava ai filosofi illuministi, ma a differenza di questi preferivano non sezionare le conoscenze in compartimenti stagni, ed erano inoltre contrari ad ogni forma di manipolazione della natura a scopi conoscitivi o strumentali.

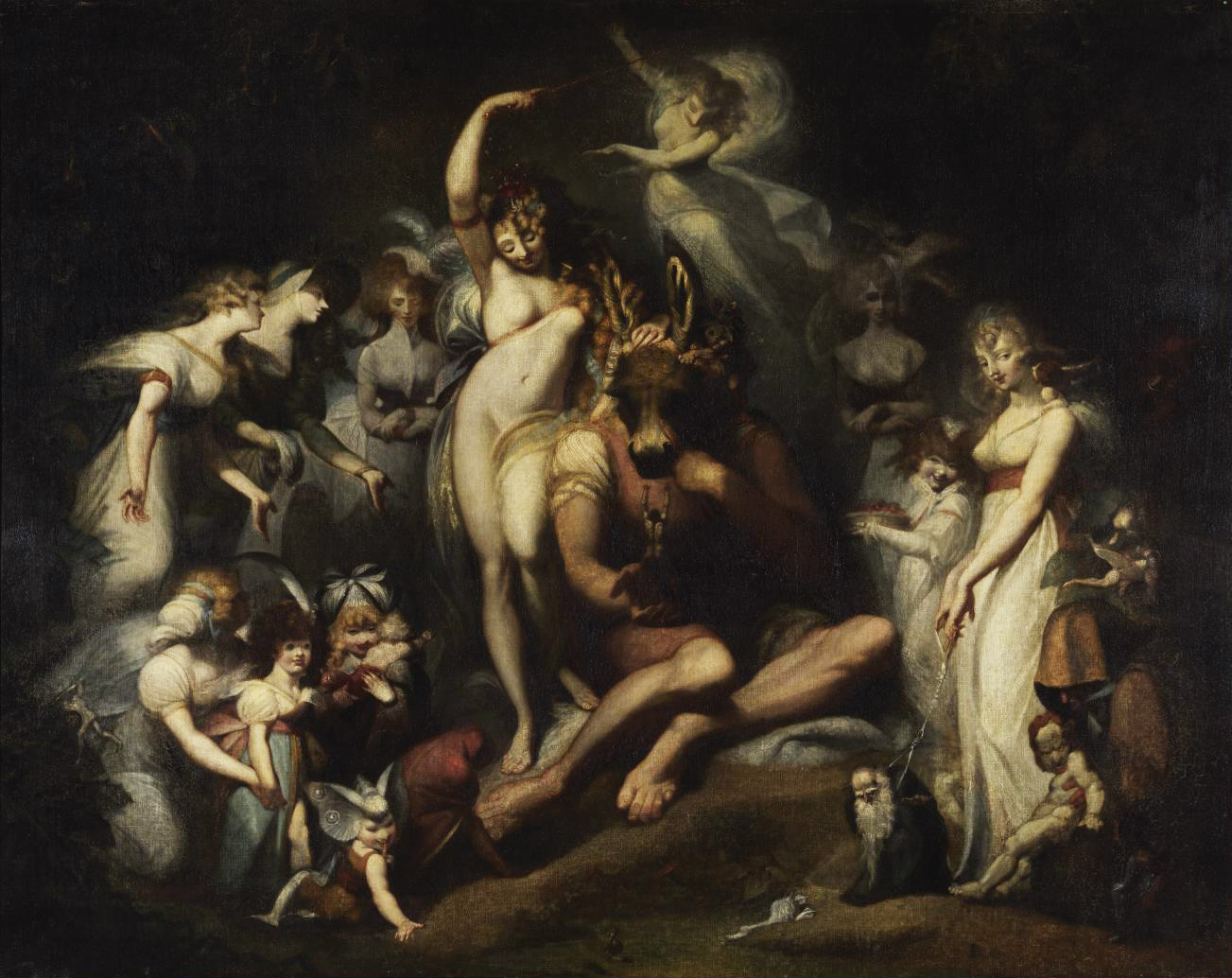
Titania e Bottom, dipinto di Johann Heinrich Füssli caratterizzato da quella dimensione metamorfica delle figure che contraddistingue la visione romantica della natura (1790)

Consideravano il retaggio illuminista come un tentativo spietato di estorcere nozioni alla natura, che aveva portato l'uomo a considerarsi superiore ad essa anziché una sua parte armonica. 
Essi intendevano ricomporre l'unità originaria che secondo il mito greco dell'età dell'oro era lo stato naturale in cui viveva l'umanità, poi andato perduto, nel quale arte, religione e scienza erano congiunte.
Un altro principio del romanticismo scientifico è il rigetto del riduzionismo meccanicista in favore di una visione organica, per la quale gli esseri viventi non sono un mero assemblaggio di singole componenti, ma queste sono dotate di un'organizzazione unitaria che li fa interagire secondo leggi interiori: in altri termini, il mondo oggettivo era ritenuto animato da esseri dotati di sentimenti, anziché composto da ingranaggi rilevanti solo per la loro funzionalità.
Il loro studio richiedeva pertanto anche un senso di empatia e sacralità, o secondo le parole dello scienziato britannico Humphry Davy, «un atteggiamento di ammirazione, amore e adorazione», che stimolasse nel ricercatore «una risposta personale»: la comprensione della natura era dunque per lui raggiungibile solo da coloro che l'apprezzassero e la rispettassero sinceramente.
Nella concezione di Schelling, che pone le basi di una teoria dell'evoluzione dinamica, non è a partire dall'inorganico che si può arrivare a spiegare gli organismi più sviluppati e intelligenti, ma al contrario occorre partire dalle scienze superiori secondo una gerarchia che vede al vertice l'autocoscienza filosofica dell'idealismo, e a scendere la psicologia, la biologia, e infine gli elementi inferiori, i quali possono evolvere verso forme più progredite e coscienti solo in quanto vi è già presupposto, seppure in maniera assopita, il principio intelligente.
Schelling escludeva tuttavia dalle scienze il vitalismo, ossia la dottrina secondo cui esiste una forza misteriosa diversa, e per certi versi irrazionale, rispetto alle forze organiche operanti negli esseri viventi.

## Discpline principali della scienza romantica

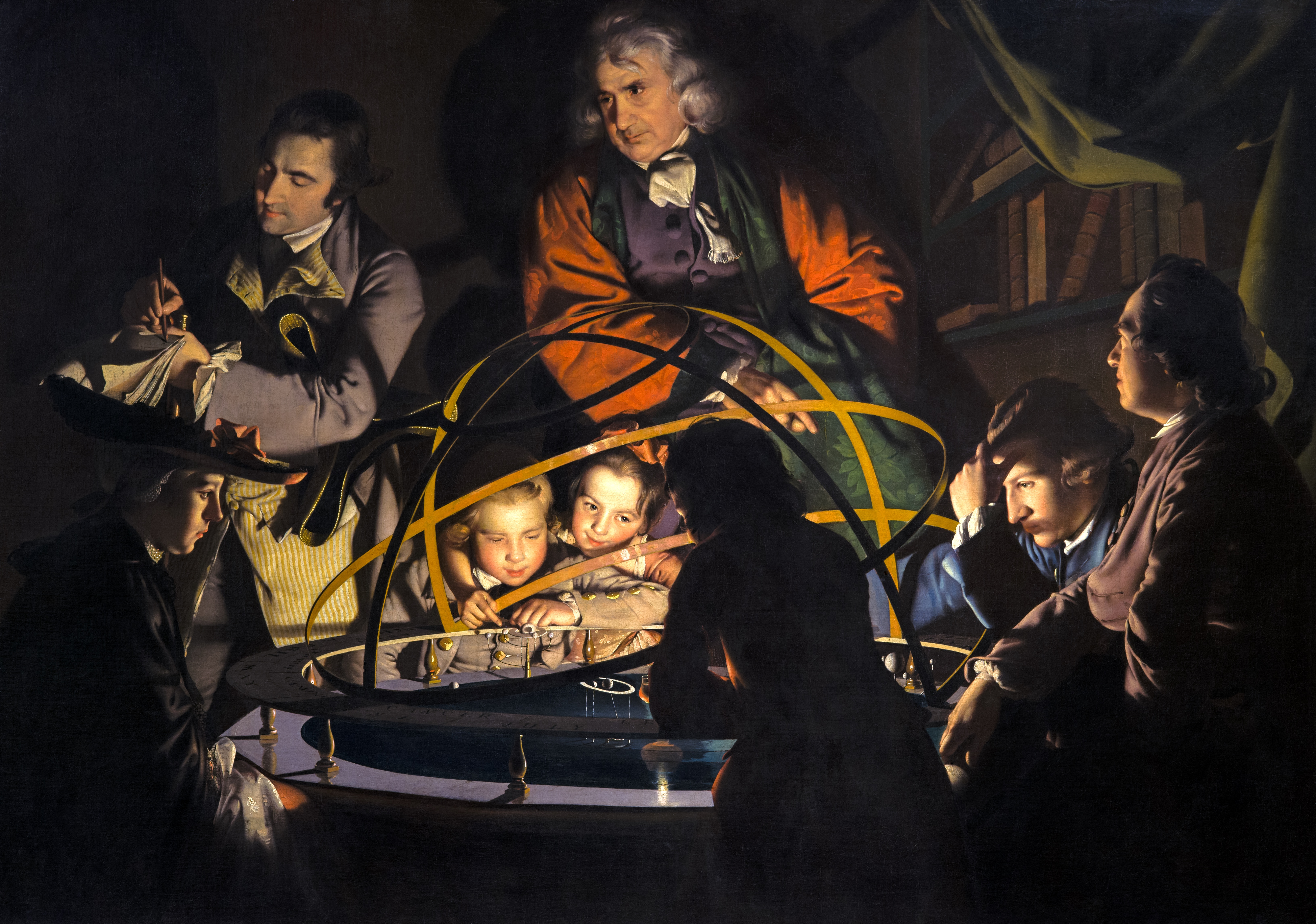
Filosofo tiene una lezione sul planetario, dipinto di Joseph Wright of Derby (1765)

Tra le varie discipline sientifiche coltivate dal Romanticismo figurano fra tutte la Naturphilosophie, ossia il nuovo corso impresso alla tradizionale antenata della fisica moderna designata anticamente come filosofia naturale; collegate ad essa, si studiavano la cosmologia e la cosmogonia; la storia evolutiva della Terra, dei minerali e delle sue forme; la scienza della vita o biologia; la scienza psicologica che indagava i fenomeni mentali della coscienza, ma anche quelli inconsci, normali e patologici; discipline sperimentali volte a esplorare le forze nascoste della natura, in particolare l'elettricità, il magnetismo, il galvanismo, ed altre energie vitali; la fisiognomica, la frenologia, la meteorologia, la mineralogia, l'«anatomia trascendentale», ecc.
Ad esse si dedicarono anche poeti come Goethe, Schlegel, Novalis, Wordsworth, Coleridge, per i quali i laboratori chimici diventano templi, e l'arte si fa strumento di conoscenza.

### La nuova filosofia della natura

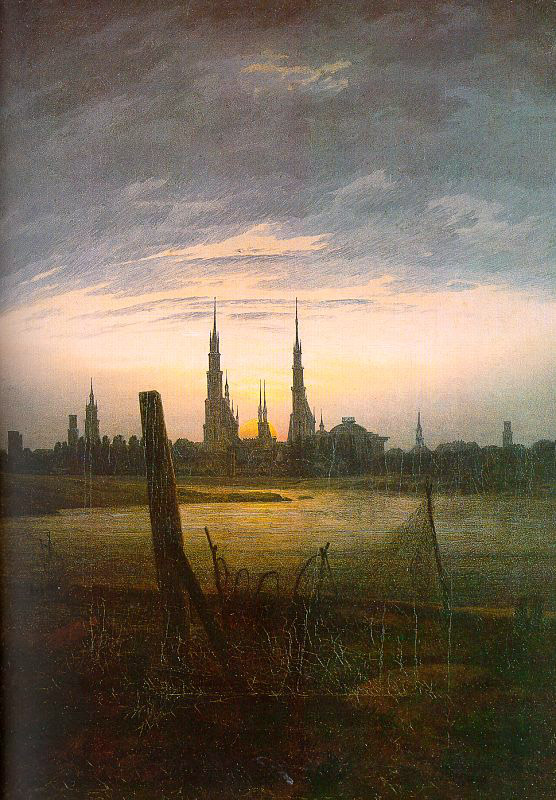
Città al sorgere della Luna, uno dei numerosi paesaggi naturalistici di Caspar David Friedrich (1817)

I principi della nuova Naturphilosophie furono delineati principalmente dal filosofo Friedrich Schelling (1775–1854), il quale concepisce la natura come qualcosa di vivo, non come materia inerte ma dotata di una volontà inconscia di cui la morfologia di minerali, vegetali e animali sono espressioni del suoi tentativi inconsapevoli di evolversi, di una lotta che prosegue anche nell'uomo nello sforzo di condurre l'universo ad livello superiore di coscienza.
Egli sosteneva così la necessità di risanare la contrapposizione conoscitiva tra l'Io e il non-io, o tra l'uomo e la natura, essendo lo spirito umano una parte di quest'ultima. I principali capisaldi della Naturphilosophie che contribuirono al progresso scientifico dell'epoca possono essere compendiati nell'idea di polarità, suggerita da fenomeni complementari come elettricità-magnetismo, ossigeno-flogisto, sensibilità-eccitabilità, e nella continuità delle forme naturali, riscontrabile in certe loro analogie e nella trasformabilità delle une nelle altre, grazie alla loro potenza metamorfica lungo una scala evolutiva.
Schelling riempie questo schema di immagini mutuate dalla scienza del suo tempo, in particolare dalla chimica e dalla biologia. L'ossigeno ad esempio, «come il mercurio in Paracelso, è il principio rigenerante che risveglia le energie dormienti sulla terra, grazie alla fondamentale azione chimica della combustione»; mentre la luce costituisce un momento di passaggio verso il non-materiale, tra il mondo inorganico ed organico, ognuno comunque espressione di una coppia di forze in conflitto che trovano la sintesi su un piano più alto, verso un'unione sempre più spirituale di soggettivo ed oggettivo, idea e realtà.

### La nuova biologia
Lo studio dei fenomeni vitali fu definito per la prima volta col termine biologia nel 1801 da Jean-Baptiste Lamarck (1744–1829), per indicare una nuova disciplina scientifica indipendente, «nata al termine di un lungo processo di erosione della filosofia meccanicistica», e «consistente nella diffusa consapevolezza che i fenomeni della natura vivente non possano essere compresi alla luce delle leggi della fisica, ma richiedano una spiegazione ad hoc». 
La filosofia meccanicistica del XVII secolo aveva cercato di spiegare la vita come un sistema di parti che operano o interagiscono come quelle di una macchina. Rifiutando questa impostazione, Lamarck sostenne la convinzione che «gli esseri viventi hanno caratteristiche specifiche non riducibili a quelle possedute dai corpi fisici», e assimilò la natura vivente ad un ensemble d'objets métaphisiques («un insieme di entità metafisiche»). 
La nuova «biologia romantica», incentrata sull'idea di un progresso graduale verso la complessità, fu così spesso associata alla teoria di Lamarck, che prese il nome di lamarckismo; essa fu una delle prime teorie dell'evoluzione, la quale sottolineava l'importanza dell'ambiente e degli adattamenti individuali per il cambiamento delle specie nel corso del tempo. Egli attribuiva tale cambiamento all'ereditarietà dei caratteri acquisiti, secondo cui le modificazioni indotte in un organismo durante la sua vita potessero venire trasmesse direttamente ai figli.

### La scienza goethiana

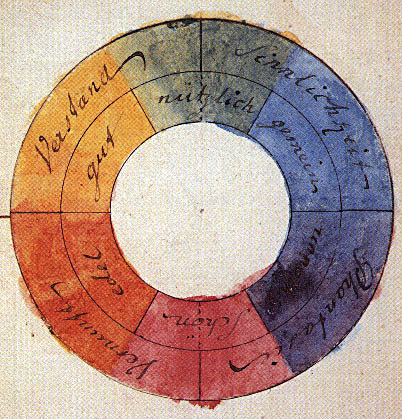
La ruota dei colori con cui Goethe illustrò la sua scienza cromatica (Zur Farbenlehre, 1810)

Oltre che poeta e scrittore di romanzi, Goethe (1749–1832) era animato da profondi interessi scientifici in diversi campi, fra cui la morfologia, la botanica, la zoologia, la mineralogia e la meteorologia, pervenendo anche a scoperte anatomiche di una certa rilevanza come quella dell'osso intermascellare. Goethe indagò in particolare l'ottica con un metodo contrapposto a quello newtoniano, da lui giudicato astratto e unilaterale, partendo dall'aspetto fenomenico dei colori, cioè per come essi appaiono all'occhio umano, tenendo conto che le percezioni dell'uomo, in quanto appartenente alla natura, sono da considerare legittimamente oggettive e naturali anch'esse, anziché illusioni soggettive prive di fondamento reale secondo una prospettiva riduzionista.
Egli non era interessato ad aspetti quantitativi e matematici che descrivessero analiticamente un fenomeno, ma alla capacità umana di acquisire conoscenza attraverso interiori «lampi di intuizione».
Lo spettro dei colori che Newton distribuiva su una retta furono perciò rappresentati da Goethe, nella sua Farbenlehre, in un cerchio in grado di rendere visivamente le loro interazioni reciproche, essendo ognuno di essi parte di una totalità unitaria, di cui le singole impressioni contrapposte si completano a vicenda secondo la legge della polarità.
La luce stessa genera i colori attraverso la dialettica con l'ombra, in analogia al rapporto dell'Uno coi molti. La ricerca del «tipo ideale» (in tedesco Urform o Urtyp), cioè del fenomeno primordiale spirituale che costiuisca l'essenza fondativa di una varietà di fenomeni manifesti, lo indusse anche in ambito botanico a individuare un prototipo invisibile di pianta, descritto nella sua Metamorfosi, le cui diverse espressioni tangibili consistono nella molteplicità di organismi e strutture vegetali generate nel suo adattamento alle differenti condizioni ambientali in cui si imbatte.

### La scienza humboldtiana

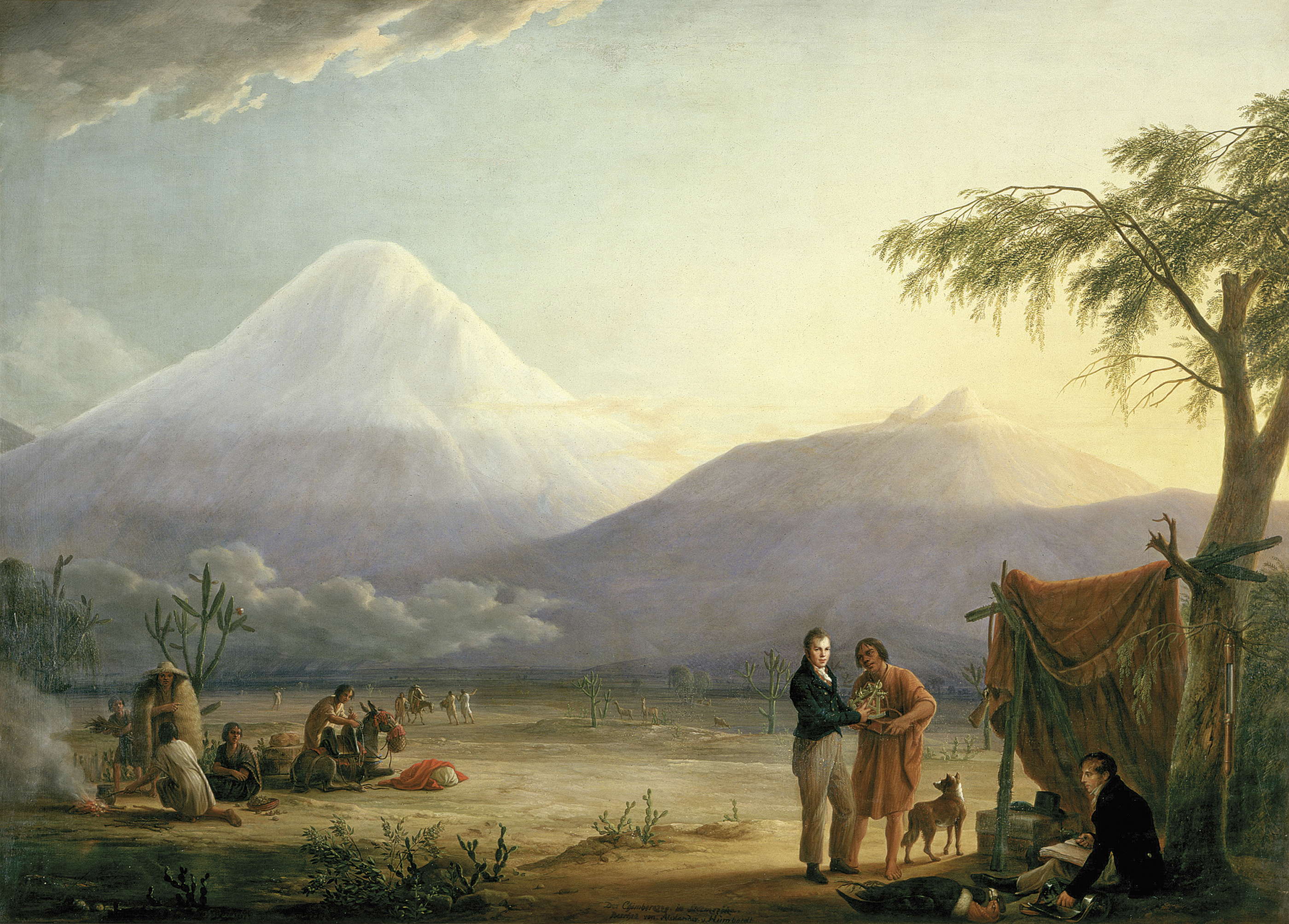
Humboldt e Aimé Bonpland ai piedi del vulcano Chimborazo (opera di Friedrich Georg Weitsch, 1806)

L'attività scientifica di Alexander von Humboldt (1769–1859), allievo di Goethe e amico di Schelling, enfatizzava l'importanza di una visione integrata della natura, riconoscendo l'interconnessione di tutti gli elementi naturali. Humboldt ha contribuito in modo significativo allo sviluppo della geografia descrittiva e della mappatura dei luoghi, elaborando un tipo di «scienza visuale», basata sull'osservazione e la descrizione dei paesaggi, con particolare attenzione alla loro interdipendenza, che si ritrova nella sua concezione di una «rete della vita».
Humboldt era convinto infatti che la natura fosse un unico organismo vivente, nel quale ogni singolo aspetto risulta collegato agli altri nel loro insieme. Questa prospettiva, da lui chiamata Naturgemalde, ossia un «quadro naturalistico», sottolineava l'esigenza di studiare la natura come una totalità interconnessa e vivente.
Utilizzando metodi visivi come la cartografia e la descrizione dettagliata quali strumenti di comprensione, egli osservava e misurava attivamente il paesaggio, registrando altitudini, temperature, umidità e altri fattori ambientali. Egli approdò così a una maggiore presa di coscienza dell'interazione tra uomo e ambiente, anticipando anche certe teorie moderne sull'ecologia e la sostenibilità.
Altri esempi della sua attività sono la documentazione della varietà delle specie vegetali, lo studio del magnetismo terrestre, la misurazione dell'altitudine di vulcani come il Chimborazo, e la raccolta di campioni di minerali. Il suo influsso si estese a ricercatori come Darwin e Wallace, che applicarono i principi humboldtiani alle loro teorie sull'evoluzione e sulla selezione naturale.

### Storia naturale
Oltre a Goethe e Humboldt, la teoria dell'evoluzione biologica formulata dalla naturphilosophie fu abbracciata da diversi precursori romantici.
In particolare, il concetto di una «storia naturale», connotata cioè da un dinamismo evolutivo, ha caratterizzato tra gli altri la zoologia di Kielmeyer (1765–1844), Link (1767–1851), Treviranus (1776–1837). Tipi formativi ideali furono proposti nell'anatomia comparata di Wolff (1734–1794), Blumenbach (1752–1840), nel pensiero botanico di Batsch (1761–1802), o nel prototipo di scheletro generale di Carus (1789–1869) che si particolarizza nei singoli vertebrati.
Anche nel mondo anglofono sono stati evidenziati i legami tra scienza e poesia, ad esempio nelle opere dello storico naturalista americano William Bartram (1739–1823).
Le sue descrizioni dei paesaggi e degli ecosistemi da lui esplorati nei viaggi attraverso le Caroline e la Florida divennero fonte di ispirazione per altri poeti-scienziati dell'epoca come William Wordsworth (1770–1850), Samuel Taylor Coleridge (1772–1834) e William Blake (1757–1827), accomunati dalla visione della natura come un'entità viva e dinamica, ritenuta uno specchio dell'animo umano. Il suo studio esteriore poteva dunque suscitare sentimenti e riflessioni sull'intimità personale, caricandosi di significati simbolici.

### Contributi alla matematica
L'immagine del genio romantico, tragico e tormentato, spesso ricorrente nell'arte, nella letteratura e nella musica, è riscontrabile anche tra coloro che si cimentarono con problemi della matematica, dove emersero nuovi campi inaspettati, come la geometria non euclidea, la statistica, oppure la teoria dei gruppi, la teoria degli insiemi e la logica simbolica.
Figure di questo genere furono Évariste Galois (1811–1832), Niels Henrik Abel (1802–1829), János Bolyai (1802–1860), ma il più significativo fu Carl Friedrich Gauss (1777–1855), annoverato fra i più importanti matematici della storia, che diede contributi determinanti allo sviluppo delle scienze matematiche, fisiche e naturali.

Costoro impressero una svolta alla storia della matematica, che nel corso dell'Ottocento si trasformò da una pratica intuitiva, gerarchica e narrativa, adoperata generalmente per risolvere problemi del mondo reale, a una disciplina autonoma in cui logica, rigore e coerenza interna assumevano una rilevanza ben maggiore della loro applicazione pratica. Il valore in sé della matematica, slegato da interessi utilitaristici, era stato sottolineato ad esempio da Novalis (1772–1801) quando scriveva: 
(Novalis, cit. da Frammenti, trad. it, di E. Pocar, Rizzoli, 1976)

### Contributi alla fisica e alla chimica

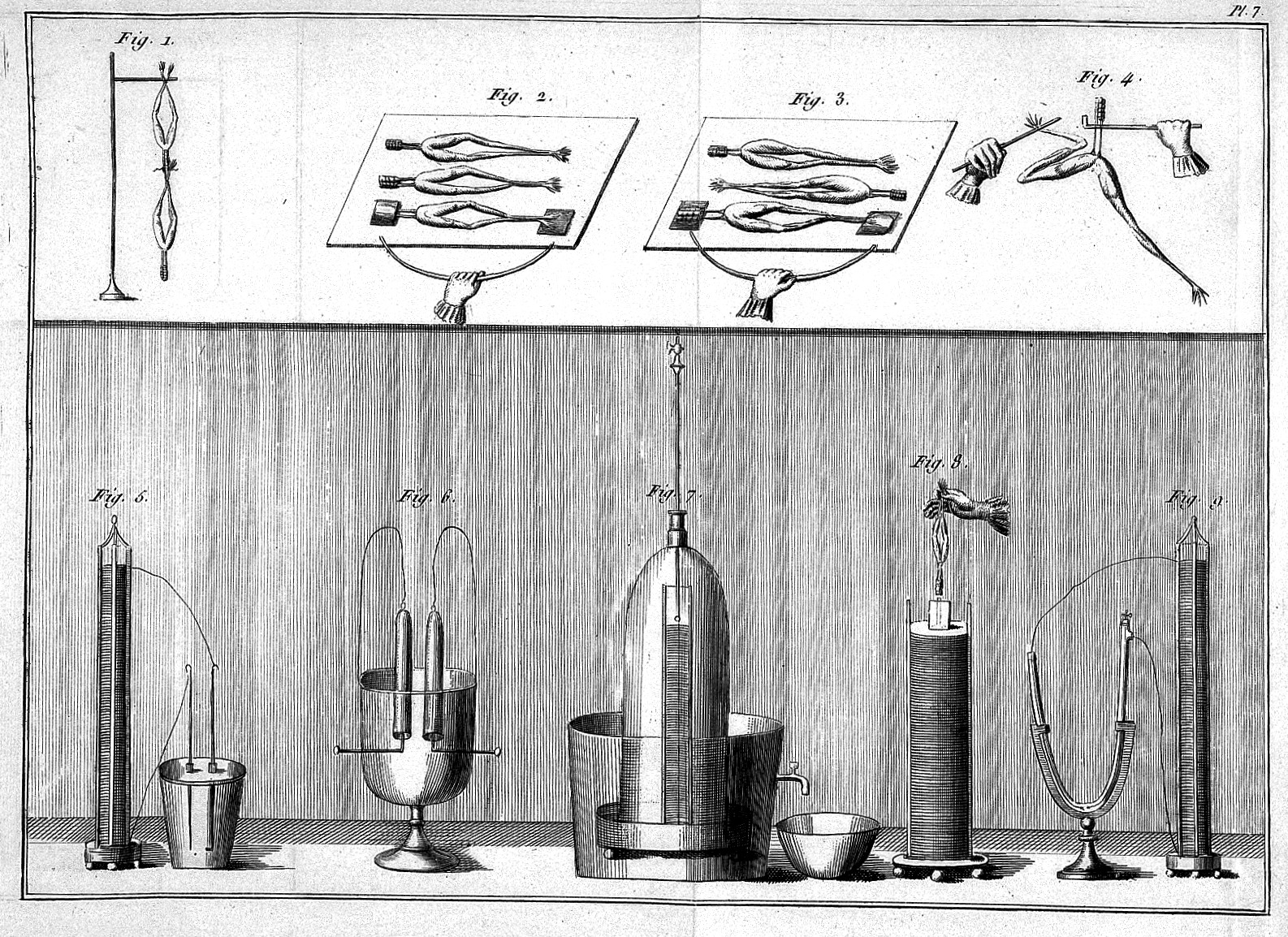
Strumenti per le sperimentazioni sull'elettricità animale compiuti da Giovanni Aldini, nipote di Galvani (1804)

In ambito fisico, il superamento del meccanicismo settecentesco di ascendenza illuminista, che riconduceva a fluidi materiali le cause delle qualità, portò a una sorta di dematerializzazione dei fenomeni, grazie al prevalere del concetto di forza, intesa non come astrazione teorica, ma «ricavata dalle viscere della natura»; né ogni forza era vista come un flusso uniforme, bensì generata da un conflitto, perciò connotata da un carattere bipolare, positivo e negativo, esteso per legge di analogia ad ogni ambito di investigazione.
Così la polarità di magnetismo ed elettricità portò alla ricerca di un accordo tra queste due forze, che Johann Wilhelm Ritter (1776–1809) individuò nelle leggi del chimismo, ossia nell'attività chimica dei corpi, da lui posta alla base dell'elettricità animale. Questa era stata oggetto di una celebre controversia tra Alessandro Volta, che la attribuiva ad un'ordinaria proprietà meccanica dei metalli, e Luigi Galvani, secondo cui invece si trattava di un'elettricità intrinseca degli organismi.
La teoria galvanica fu difesa tra gli altri da Humboldt, che vedeva nell'elettricismo il fluido della vita, ma fu Ritter a scoprirne nel 1897 la natura elettrochimica, peraltro già ipotizzata dagli italiani Fabbroni e Aldini, estendendone i presupposti vitalistici anche all'ambito inorganico, fino a concepire l'intero cosmo come un sistema unitario di catene galvaniche.
All'identificazione di magnetismo ed elettricità giunse infine il danese Hans Christian Ørsted (1777–1851), collaboratore di Ritter, con la scoperta nel 1820 dell'elettromagnetismo, a seguito di esperimenti su un filo conduttore elettrico in grado di far muovere gli aghi di bussole senza contatto diretto, per l'effetto del campo magnetico capace di attraversare il legno ed altri materiali.
Le ricerche di Ørsted, rivolte contro la fisica newtoniana, si basavano sulle obiezioni kantiane alla teoria corpuscolare, e sull'equilibrio dinamico delle forze di attrazione e repulsione teorizzato da Fichte e Schelling. Egli si opponeva pertanto a una descrizione del mondo basata soltanto su leggi meccaniche traducibili in termini matematici.

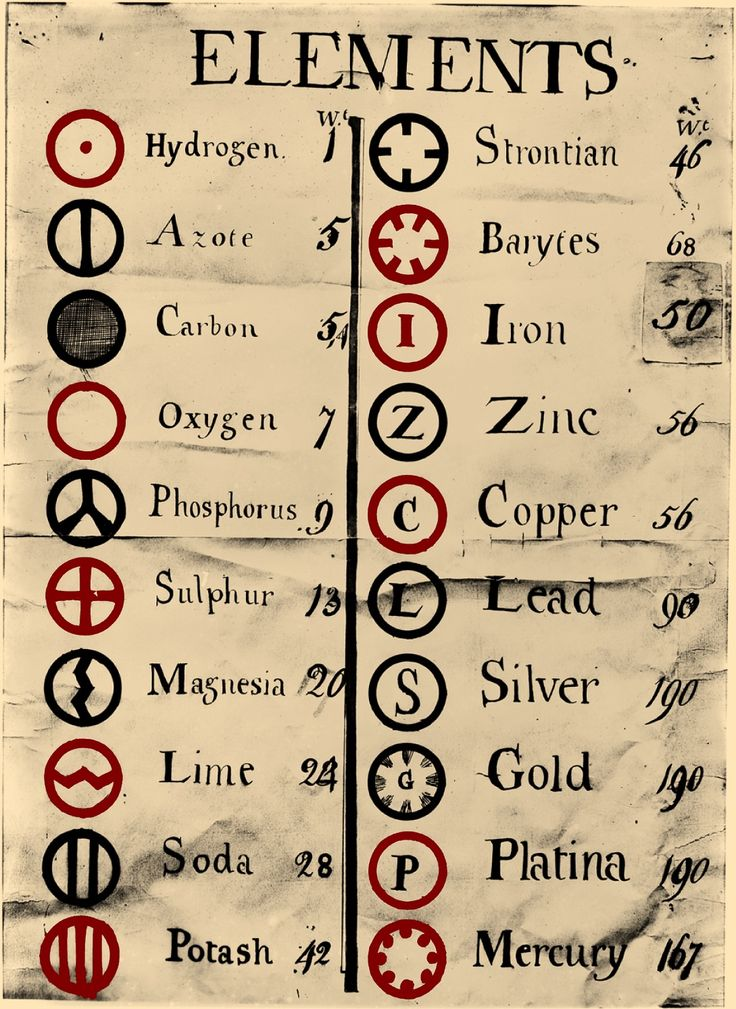
Un elenco di simboli e pesi atomici allora conosciuti (1806)

L'applicazione dei principi della polarità si ritrova in quella che Sir Humphry Davy (1778–1829) chiamava «filosofia chimica». Ritenuto «l'uomo di scienza più importante in Gran Bretagna rispondente alla descrizione di romantico», Davy sostenne l'unitarietà e la semplicità delle leggi di natura, andando alla ricerca di cause primitive e limitate nell'ambito dei fenomeni fisici e delle trasformazioni indotte dagli elementi chimici a lui già noti, in quanto scoperti dal filosofo illuminista Lavoisier. Fedele all'antiriduzionismo romantico, Davy riteneva che non fossero i singoli componenti, bensì «i poteri ad essi associati, a dare carattere alle sostanze»; in altre parole, non contavano gli elementi presi individualmente, ma il modo in cui si combinavano nella produzione delle reazioni chimiche.

#### La chimica organica
Per via degli interessi che la chimica romantica rivolgeva ai composti, più o meno complessi, derivanti da organismi viventi, vegetali o animali, cominciò ad essere adoperato il termine «chimica organica», coniato per la prima volta nel 1807 da Jöns Jacob Berzelius.
Lo sviluppo di questa branca della chimica nel corso del XIX secolo portò all'accettazione da parte dei chimici delle idee derivanti dalla Naturphilosophie, modificando i concetti illuministi di composizione organica proposti da Lavoisier. Di notevole importanza fu il lavoro sulla costituzione e la sintesi delle sostanze organiche da parte dei chimici dell'epoca.

### Scoperte astronomiche
Animati dallo spirito di ricerca che caratterizzava molti artisti e intellettuali romantici, gli astronomi William Herschel (1738–1822) e sua sorella Caroline (1750–1848) impressero un cambio di prospettiva alla concezione fino allora dominante del Sistema Solare, della Via Lattea e della natura dell'universo, che essi presentarono come in continua trasformazione.
La scoperta del pianeta Urano da parte di William, con un telescopio di sua fabbricazione, rivoluzionò la concezione classica dei sette pianeti, mentre lo studio delle nebulose lo portò a prefigurare l'esistenza delle galassie e a dare nuove indicazioni sulla formazione e l'evoluzione delle stelle.

## La scienza romantica nella cultura popolare

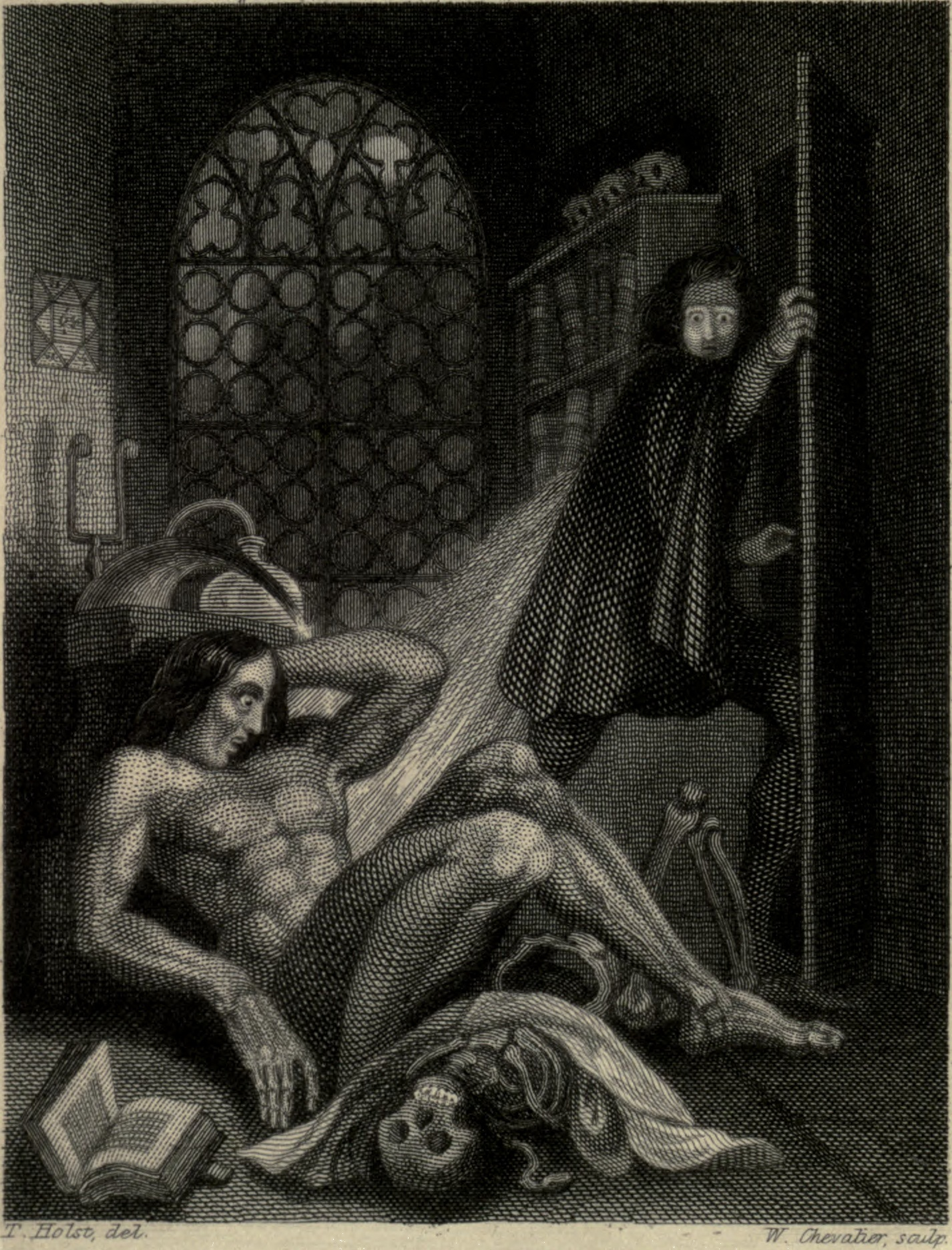
Un'illustrazione di Frankenstein (1831), la cui figura sarebbe stata ispirata dagli esperimenti sul galvanismo del bolognese Giovanni Aldini.

La letteratura di questo periodo contribuì a diffondere nell'immaginario popolare diverse tematiche della mentalità scientifica romantica, come il titanismo, il desiderio di penetrare nei segreti della natura, la conoscenza dei cui limiti offriva al contempo la possibilità di superarli, l'anti-riduzionismo che mirava a ricomprendere la scienza entro una più ampia visione filosofica, morale e religiosa.
Il celebre romanzo Frankenstein di Mary Shelley, ad esempio, in parte ispirato agli esperimenti sul galvanismo di Giovanni Aldini volti a rianimare i cadaveri, contiene allusioni alla chimica, all'anatomia e alla filosofia naturale allora vigenti. Shelley sottolineò anche il ruolo e la responsabilità della società nei confronti della scienza, condividendo le preoccupazioni romantiche circa un suo possibile fallimento qualora fosse prevalsa l'ambizione di dominare la natura anziché la cura amorevole nei suoi confronti.

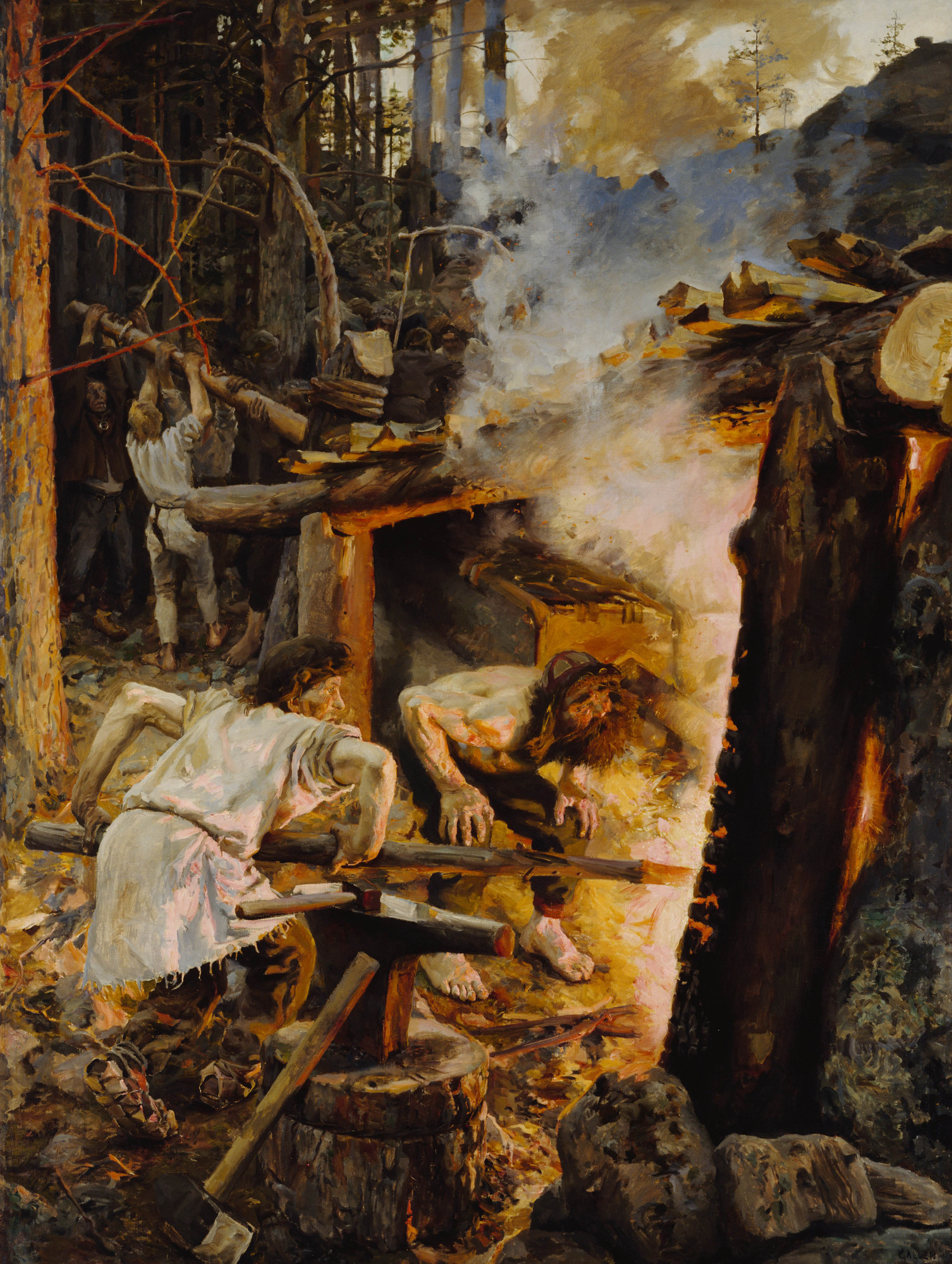
Forgiatura del sampo, oggetto magico delle saghe finlandesi, olio su tela di Akseli Gallen-Kallela ispirato a un connubio di scienza e mitologia (1893)

Lo stesso Goethe, tra gli scrittori romantici interessati ad argomenti scientifici, nel romanzo Le affinità elettive fece ampio ricorso a concetti derivanti dalla chimica per trasporli ai sentimenti umani dell'attrazione e della passione amorosa.
Analogamente il poeta Novalis applicò nei suoi romanzi diverse conoscenze di fisica, elettricità, medicina, chimica, matematica, mineralogia. Persino Giacomo Leopardi si servì di nozioni sulla meccanica dei fluidi, la pressione, il principio d'inerzia ecc., per istituire analogie con l'ambito fisiologico, sociale, psicologico, morale.
Spesso i viaggiatori romantici univano allo studio scientifico dei paesaggi anche la ricerca della loro storia mitologica.
La rappresentazione della «fredda filosofia» di Newton e Cartesio da parte di John Keats nella poesia Lamia  ispirò il sonetto del 1829 di Edgar Allan Poe intitolato Alla scienza.
at the mere touch of cold philosophy?

There was an awful rainbow once in heaven:

we know her woof, her texture; she is given

al semplice tocco della fredda filosofia? 

C'era una volta un terribile arcobaleno in cielo;

conosciamo la sua struttura e tessitura; come dato

nell'insignificante catalogo delle cose comuni.»
(John Keats, Lamia, vv. 1-5)
Anche in ambito artistico vi fu un connubio col sapere scientifico: Caspar David Friedrich, celebre paesaggista romantico, fece riferimento agli studi del geologo e mineralogista Abraham Gottlob Werner in numerosi suoi dipinti, esplorando tra l'altro il concetto geologico di tempo profondo, e così diversi pittori come Johann Heinrich Füssli, Anne-Louis Girodet, Benjamin West parteciparono a un rinnovamento delle scienze a loro contemporanee.

## Il declino del Romanticismo
L'epoca del Romanticismo conobbe un lento declino fino a quando, nel 1840 circa, prese piede tra gli intellettuali inglesi e francesi il nuovo paradigma del positivismo, che durò fino agli anni 80 del XIX secolo. 
Simile per certi aspetti all'illuminismo, di cui riprendeva l'impostazione meccanicistica estendendola a tutte le branche del sapere, esso si basava su una concezione empirista e utilitarista della scienza, esaltandone il progresso materiale in funzione delle sue ricadute tecnologiche e sociali.
In particolare l'opera di Darwin, la cui teoria dell'evoluzione, sebbene ispirata dai pensatori precedenti, attribuiva la variabilità di generi e specie a fattori deterministico-casuali, prescindendo dal «tipo ideale» formativo, contribuì a segnare la fine dell'era romantica, quando l'intento di rappresentare la realtà senza idealizzazioni né coinvolgimento soggettivo portò all'ascesa del realismo e del naturalismo anche nelle arti.

Non mancano tuttavia valutazioni che rimarcano l'impulso duraturo dato dal Romanticismo allo sviluppo delle scienze e del sapere in generale, come quello di Isaiah Berlin che, nel suo saggio Le radici del Romanticismo, sostiene la portata radicale delle trasformazioni impresse da questo movimento, con l'elevazione dell'Io e della libertà a nuovi paradigmi della vita umana: 
(Isaiah Berlin, Le radici del Romanticismo, 1965)